# 광희동
광희동(光熙洞)은 서울특별시 중구의 법정동, 행정동이다. 한양도성 이내에 위치한 사문안 지역으로 흥인지문과 광희문 사이에 위치해 있으며, 특히 후자로부터 지역명을 따왔다.
북쪽으로 청계천과 면해 있으며 서쪽으로는 을지로동, 동쪽으로는 신당동, 남쪽으로는 퇴계로를 따라 필동과 장충동과 접해 있다. 동부에는 동대문디자인플라자 (동대문역사문화공원)와 동대문시장, 평화시장 등 패션과 상업의 중심지가 발달되어 있으며, 서부에는 중구청을 중심으로 세운상가와 인현시장 등이 자리잡고 있다. 

## 역사

### 행정 구역
광희동은 조선초 한성부 행정구역이 5부52방으로 정해질때 남부명철방 지역에 속했다. 일제때 정회를 설치할 때 광희정1정목정회와 광희정2정목정회가 설치되었다. 광복 후 1946년 10월 광희동1가동회와 광희동2가동회로 바뀌어 광희동1가 지역, 광희동2가 지역의 행정을 담당했다. 1947년말에 조사된 현재 광희동사무소 관내의 각동에 대해서 살펴보면 쌍림동은 쌍림동부동회와 쌍림서부동회, 을지로6가와 을지로7가는 을지로 6·7가 동회가 각각 설치되어 행정을 담당했다. 1955년 4월 18일 동제가 실시될 때 광희동1가 동사무소, 광희동2가동사무소가 설치되었다.
그 후 주민의 감소로 1970년 5월 18일 행정동이 변경되어 쌍림동, 광희동1가, 광희동2가를 관할구역으로 하는 광희동이 설치되었다. 1975년 10월 1일에는 을지로 5가동이 폐동되면서 그 관할 구역의 일부인 을지로6가, 을지로7가도 광희동으로 편입되었고, 1998년 9월 14일 정부조직개편으로 구 충무로4,5가동과 통폐합되어 충무로4,5가일부, 인현동2가, 예관동, 오장동일부가 편입되어 오늘에 이르고 있다.

### 지역사
조선시대부터 흥인지문과 광희문 중간에 위치해 있었으며, 인근의 이현 (梨峴) 시장, 지금의 동대문시장과 훈련원도 자리잡고 있었다. 이들의 수요를 따라 길나그네를 위한 객주집이나 주막이 발달해 있었다. 1980년대에는 유흥가로 발전하여 주점과 클럽, 여관과 호텔이 많이 생겨났다.
1990년 한소 수교 이후 러시아와 우즈베키스탄, 몽골 등 구소련 지역 출신의 보따리상들이 동대문시장과의 인접성을 바탕으로 이곳에 숙박시설과 환전소를 열며 거점을 마련하였다. 1998년 러시아의 모라토리움 선언으로 인한 경제위기로 러시아인들이 대거 철수하고 노동자로 들어왔던 중앙아시아인들만 남아 정착생활을 이어가며 식당과 가게 등을 개업하였는데 이 거리를 '중앙아시아거리'라고 부른다.

## 법정동
- 광희동1가
- 광희동2가
- 을지로6가
- 을지로7가
- 오장동
- 인현동2가
- 예관동
- 충무로4가
- 충무로5가
- 쌍림동

## 명소
- 광희문
- 충무공 이순신 생가 터
- 통일시장
- 중부시장
- 동화시장
- 평화시장
- DDP (동대문역사문화공원)
- 중앙아시아거리

## 교육
- 덕수중학교

## 교통
- 충무로역
- 동대문역사문화공원역

## 같이 보기
- 대한민국의 행정 구역